# Mary Al-Atrash
Mary Al-Atrash (Belén, 27 de junio de 1994) es una nadadora palestina.

## Vida personal
Se graduó en negocios en la Universidad de Belén y la actualidad reside en Beit Sahour. Su padre y hermano también son atletas.

## Río de Janeiro 2016
Representó a Palestina en los Juegos Olímpicos de Río de Janeiro 2016, compitiendo en el evento de estilo libre femenino de 50 metros, donde quedó en el puesto 62 con un tiempo de 28.76 segundos, superando su mejor marca personal de 29.91.
Pudo acceder a los juegos, luego de que el Comité Olímpico de Palestina recibió una invitación de la Federación Internacional de Natación enviar dos nadadores. Su entrenamiento debió realizarlo en una piscina de 25 metros, a falta de piscinas olímpicas en Cisjordania accesibles a los ciudadanos palestinos. Posteriormente fue a entrenarse a Argelia, en una piscina olímpica real de 50 metros de largo, gracias a una invitación del Comité Olímpico Argelino.
Fue la abanderada de la delegación palestina en la ceremonia de clausura.